# Гела (родовище)
Ге́ла — родовище і рудник платиноїдів в ПАР, у Східному секторі Бушвельда. Названий ім'ям сицилійського міста в Італії, як і сусіднє родовище Мессіна.
Платинові метали, такі як платина, паладій, родій, рутеній, іросій, осмій та родій, є цінними ресурсами в сучасній промисловості через їх властивості, такі як висока стійкість до корозії, висока теплопровідність, електропровідність та каталітична активність. Одне з найбільших родовищ платиноїдів в світі знаходиться в ПАР (Південно-Африканській Республіці) і називається Гела.
Гела - це регіон, розташований на північному заході ПАР, в провінції Лімпопо. Це велике родовище платиноїдів, відкрите в 1924 році, і вважається одним з найбільших в світі. Родовище Гела оцінюється на більше ніж 80 мільйонів унцій платини, що становить приблизно 72% світових резервів цього металу. Крім того, родовище також містить значні кількості інших платинових металів, таких як паладій, родій, рутеній та інші.
Однак, розробка родовища Гела є складним процесом через ряд технічних, екологічних, економічних та соціальних викликів. Видобуток платиноїдів в Гелі здійснюється відкритим способом, що включає видалення великих кількостей ґрунту та гірської породи. Це може мати значний вплив на довкілля, зокрема на водні ресурси, рослинність та тваринний світ регіону.
Крім екологічних викликів, розробка родовища Гела також пов'язана з соціальними аспектами, такими як вплив на місцеву спільноту, працівників та місцеву економіку. У родовищі Гела працюють багато робітників, включаючи місцевих мешканців, які залежать від цієї промисловості для своєї заробітної плати та забезпечення своїх родин. Однак, це також може призвести до соціальних викликів, таких як соціальна нестабільність, втрата земель та рівноваги в місцевих спільнотах.
Управління родовищем Гела здійснюється відомим міжнародним компаніями, такими як Anglo American Platinum, Impala Platinum, Lonmin Platinum та інші. Ці компанії вкладають великі кошти в дослідження, розвиток технологій та сталі вдосконалення виробничих процесів з метою забезпечення сталого розвитку родовища. Зокрема, вони застосовують технології відновлення рельєфу, використання відходів для виробництва енергії, оптимізацію використання водних ресурсів та зменшення викидів в атмосферу.
Однак, взаємодія між компаніями, урядом, місцевими жителями та організаціями громадянського суспільства в питаннях розробки родовища Гела залишається складним завданням. Різні сторони мають різні інтереси, такі як економічні вигоди, екологічна стійкість та соціальні питання, і потребують компромісів та збалансованих рішень.
Загалом, родовище і рудник платиноїдів в Гелі в ПАР є великим ресурсом платинових металів, який відіграє важливу роль у світовій виробництві платини та інших платиноїдів. Водночас, вони також стикаються з рядом викликів, таких як вплив на довкілля, здоров'я місцевих мешканців та соціально-економічна взаємодія з місцевими спільнотами.
З одного боку, родовище Гела має позитивний вплив на економіку ПАР та забезпечує робочі місця для багатьох місцевих мешканців. Компанії, що здійснюють видобуток, вкладають значні кошти в розвиток інфраструктури, соціальні програми та відповідальність перед місцевими спільнотами. Вони також сплачують податки та збори в державний бюджет, що сприяє економічному розвитку країни.
Однак, розробка родовища Гела також має негативний вплив на довкілля та здоров'я місцевих мешканців. Видобуток платини та інших платиноїдів вимагає великих обсягів води, енергії та хімічних речовин, що може призвести до забруднення водних джерел, повітря та ґрунту. Відходи та техногенні ділянки можуть також вплинути на біорізноманіття та екосистеми регіону.
Щоб зменшити негативний вплив видобутку платини та інших платиноїдів на довкілля та спільноти, компанії, що здійснюють розробку родовища Гела, зобов'язані дотримуватися високих стандартів екологічної відповідальності та соціальної взаємодії. Це може включати впровадження програм з екологічного моніторингу, забезпечення водопостачання та санітарних умов для місцевих спільнот, взаємодію з місцевими жителями та врахування їхніх прав та інтересів.
Паралельно з цим, важливо розвивати альтернативні джерела енергії та технології виробництва, що менше негативно впливають на навколишнє середовище. Це може включати використання відновлювальних джерел енергії, вдосконалення технологій видобутку та використання ресурсів, а також розробку програм реставрації деградованих земель та відновлення біорізноманіття.
Крім того, важливо враховувати інтереси та права місцевих спільнот у процесі розробки родовища. Це може включати консультації з місцевими жителями, участь у прийнятті рішень та розподіл користей від видобутку. Розвиток родовища повинен забезпечувати сталий економічний розвиток та соціальний прогрес в місцевих спільнотах, забезпечуючи їхнє благополуччя та добробут на довгостроковій основі.